# خوان برانكو
خوان برانكو (بالإسبانية: Juan Branco؛ بالفرنسية: Juan Branco) هو محامي وصحفي إسباني وفرنسي، ولد في 26 أغسطس 1989 في أسطبونة في إسبانيا.

## وصلات خارجية
- خوان برانكو على موقع IMDb (الإنجليزية)